# III. třída okresu Cheb 2003/2004
V soubojích fotbalové III. třídy okresu Cheb 2003/2004, jedné ze skupin 9. nejvyšší fotbalové soutěže, se utkalo 8 týmů systémem podzim – jaro. Tento ročník skončil v červnu 2004. 

## Výsledná tabulka
| Poř. | Tým                   | Z  | V  | R | P  | VG  | OG | B  |
| ---- | --------------------- | -- | -- | - | -- | --- | -- | -- |
| 1.   | TJ Strunal Luby „B“   | 22 | 16 | 3 | 3  | 79  | 44 | 51 |
| 2.   | TJ Sokol Lipová „B“   | 22 | 15 | 5 | 2  | 66  | 36 | 50 |
| 3.   | Spartak Odrava        | 22 | 12 | 1 | 9  | 59  | 42 | 37 |
| 4.   | TJ Stará Voda         | 22 | 10 | 2 | 10 | 66  | 51 | 32 |
| 5.   | TJ Jiskra Hranice „B“ | 22 | 8  | 4 | 10 | 47  | 54 | 28 |
| 6.   | FC Jiskra Hazlov „B“  | 22 | 6  | 5 | 11 | 47  | 54 | 23 |
| 7.   | SK Nebanice           | 22 | 6  | 3 | 13 | 374 | 54 | 21 |
| 8.   | Spartak Odrava „B“    | 22 | 2  | 3 | 17 | 36  | 94 | 9  |

Poznámky:
- Z = Odehrané zápasy; V = Vítězství; R = Remízy; P = Prohry; VG = Vstřelené góly; OG = Obdržené góly; B = Body; (S) = Mužstvo sestoupivší z vyšší soutěže; (N) = Mužstvo postoupivší z nižší soutěže (nováček)

|  | Postup do II. třídy okresu Cheb 2004/2005 |